# Stráně nad Suchým potokem
Stráně nad Suchým potokem este o arie protejată (arie specială de conservare — SAC, sit de importanță comunitară — SCI) din Republica Cehă întinsă pe o suprafață de 5,63 ha, integral pe uscat.

## Localizare
Centrul sitului Stráně nad Suchým potokem este situat la coordonatele 50°31′45″N 14°15′35″E / 50.529167°N 14.259722°E.

## Înființare
Situl Stráně nad Suchým potokem a fost declarat sit de importanță comunitară în noiembrie 2009 pentru a proteja un număr necunoscut de specii din flora spontană și fauna sălbatică aflate în arealul zonei. Situl a fost protejat și ca arie specială de conservare în iulie 2012.

## Biodiversitate
Situată în ecoregiunea continentală, aria protejată conține 1 habitat natural: Pajiști uscate seminaturale și facies de acoperire cu tufișuri pe substraturi calcaroase (Festuco-Brometalia) (* situri importante pentru orhidee).
La baza desemnării sitului se află un număr nedeclarat de specii protejate.